# Anthidium albitarse
Anthidium albitarse är en biart som beskrevs av Heinrich Friese 1917. Anthidium albitarse ingår i släktet ullbin, och familjen buksamlarbin. Inga underarter finns listade i Catalogue of Life.